# ركام مبرج
الركام المُبَرَّج أو القلعيّ في علم الأرصاد الجوية هي نوع من السحاب سُميت نسبة إلى نتوءاتها الشبيهة بالبرج والتي تتصاعد من قاعدة السحابة. يمكن أن تتشكل قاعدة السحابة على ارتفاع منخفض بمقدار 2000 متر أو يصل إلى ارتفاع 6000 متر. وهي تشبه الركام المتجمع، ولكن على مستوى أعلى وذات أكوام السحب المرتبطة بالقاعدة.
تعد السحب القعلية أو المبرجة دليلاً على عدم الاستقرار في الغلاف الجوي الأوسط وارتفاع معدل السقوط على الارتفاعات المتوسطة. قد تكون نذيرًا لهطول أمطار غزيرة وعواصف رعدية، وإذا كان الحمل الحراري السطحي يمكن أن يتصل بطبقة الغلاف الجوي السفلي غير المستقرة، فإن التطور المستمر للسحب المبرجة يمكن أن ينتج مزنًا ركامية.